# Gauleiter

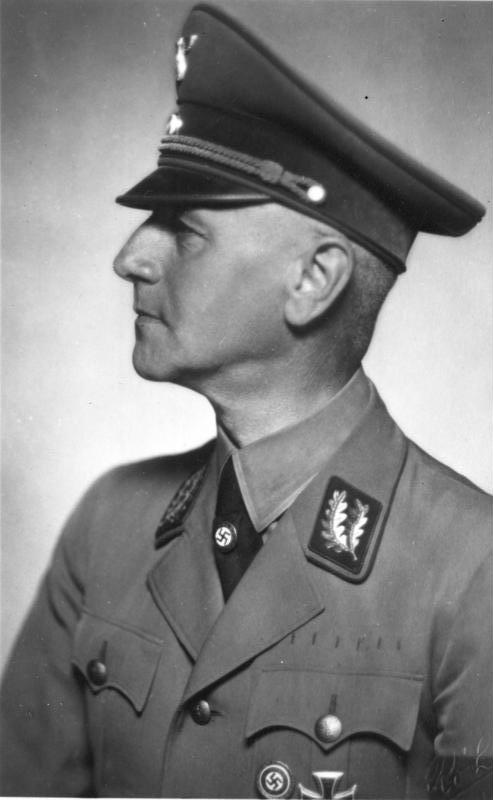
Joachim Albrecht Eggeling w mundurze gauleitera

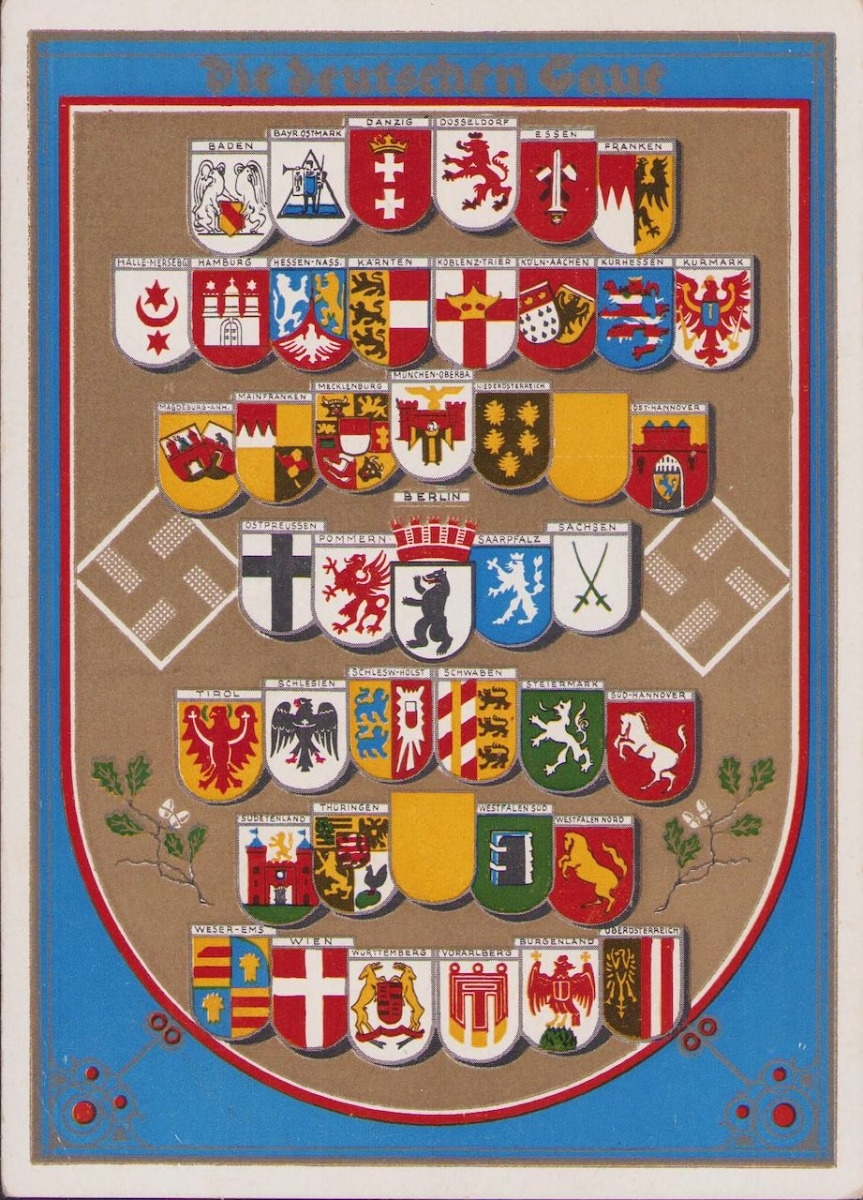
Herby gau na pocztówce z 1939

Proporczyk gauleitera

Gauleiter (niem. naczelnik okręgu) – stopień polityczny nadawany przywódcy Narodowosocjalistycznej Niemieckiej Partii Robotników (NSDAP) w danym okręgu partyjnym (gau), np. organizacji kraju związkowego Turyngii czy miasta Wiednia. Gauleiter miał spory zakres władzy, podlegając wyłącznie centralnym władzom partii. Każdy gauleiter III Rzeszy posiadał swojego zastępcę (Stellvertreter-Gauleiter), który w razie niemożności wykonywania obowiązków przez gauleitera stawał się pełniącym jego obowiązki.

## Gauleiterzy III Rzeszy
- Gau Bayerische Ostmark (okręg Bayerische Ostmark został założony w 1933, kiedy połączono Oberfranken, Niederbayern oraz Oberpfalz. Następnie nazwa została zmieniona na Gau Bayreuth):
  - Hans Schemm (1933–1935)
- Gau Berlin, następnie Gau Groß-Berlin:
  - Joseph Goebbels (1929–1945)
- Gau Berlin-Brandenburg (Gau Berlin-Brandenburg zostało podzielone na Berlin & Brandenburg w 1929):
  - Ernst Schlange (1925–1926)
  - Joseph Goebbels (1926–1929)
- Gau Brandenburg (historyczne centrum Królestwa Prus) (Gau Brandenburg zostało utworzone jako część Kurmark w 1933):
  - Emil Holz (1929–1930)
  - Ernst Schlange (1930–1933)
- Gau Danzig (Gdańsk, byłe Wolne Miasto Gdańsk), miasto-państwo wcielone do III Rzeszy w 1939 (Gau Danzig, po 1939 Gau Danzig-Westpreussen):
  - Hans-Albert Hohnfeldt (1926–1928)
  - Walter Maaß (1928–1930)
  - Albert Forster (1930–1945)
- Gau Düsseldorf (Gau Düsseldorf założone w 1929 z dzielnicy Bergisches-Land):
  - Friedrich Karl Florian (1929–1945)
- Gau Essen:
  - Josef Terboven (1928–1945)
  - Fritz Schlessmann (kwiecień 1940 – maj 1945)
- Gau Flandern:
  - Jef van de Wiele (grudzień 1944 – kwiecień 1945)
- Gau Franken (Frankonia) (Gau Franken założone w 1929, kiedy Mittelfranken połączono z dzielnicą Nürnberg-Fürth):
  - Julius Streicher (1929–1940)
  - Hans Zimmermann (1940–1941)
  - Karl Holz (1942–1945)
  - Karl Holz (1940 – kwiecień 1945)
- Gau Halle-Merseburg:
  - Walter Ernst (1925–1926)
  - Paul Hinkler (1926–1930)
  - Rudolf Jordan (1930–1937)
  - Joachim Albrecht Eggeling (1938–1945)
- Gau Hamburg:
  - Josef Klant (1925–1926)
  - Albert Krebs (1927–1928)
  - Hinrich Lohse (1928–1929)
  - Karl Kaufmann (1929–1945)
- Gau Hannover-Nord (Gau Hannover-Nord stało się częścią Südhannover-Braunschweig w 1928):
  - Bernhard Rust (1925–1928)
- Gau Hannover-Süd (Gau Hannover-Süd stało się częścią Südhannover-Braunschweig w 1928):
  - Ludolf Haase (1927–1928)
- Gau Hessen-Darmstadt [Gau Hessen-Darmstadt stało się częścią Hessen-Nassau w 1933]:
  - Friedrich Ringhausen (1927–1931)
  - Peter Gmeinder (1931)
  - Karl Benz (1932–1933)
- Gau Hessen-Nassau [Gau Hessen-Nassau założone w 1933 kiedy Hessen-Darmstadt połączono z Hessen-Nassau-Süd]:
  - Jakob Sprenger (1933–1945)
- Gau Hessen-Nassau-Nord (Hessen-Nassau-Nord również znane jako Gau Kurhessen po 1934):
  - Walter Schultz (1926–1927)
  - Karl Weinrich (1927 – jesień 1943)
  - Karl Gerland (1944–1945)
- Gau Hessen-Nassau-Süd (Gau Hessen-Nassau-Süd stało się częścią Hessen-Nassau w 1933):
  - Anton Haselmayer (1925–1926)
  - Walter Schultz (1926–1927)
  - Jakob Sprenger (1927–1933)
- Gau Kärnten:
  - Hubert Klausner (1933–1939)
  - Franz Kutschera (1939–1941)
  - Friedrich Rainer (od 18 XI 1941)
- Gau Koblenz-Trier (Koblenz-Trier zostało przemianowane na Gau Moselland w 1942):
  - Gustav Simon (1931–1945)
- Gau Köln-Aachen:
  - Joseph Grohé (1931–1945)
- Gau Kurmark [Kurmark zostało założone w 1933, kiedy Ostmark połączono z Brandenburgią; następnie przemianowano na Gau Mark Brandenburg w 1940]:
  - Wilhelm Kube (1933–1936)
  - Emil Sturtz (1939–1945)
- Gau Lüneburg-Stade:
  - Otto Telschow (1925–1928)
- Gau Magdeburg-Anhalt:
  - Hermann Schmischke (1925–1928)
  - Wilhelm Friedrich Loeper (1927–1933)
  - Paul Hofmann (1933)
  - Wilhelm Friedrich Loeper (1934–1935)
  - Joachim Albrecht Eggeling (1935–1937)
  - Rudolf Jordan (1937–1945)
- Gau Mecklenburg:
  - Friedrich Hildebrandt (1925–1930)
  - Herbert Albrecht (1930–1931)
  - Friedrich Hildebrandt (1931–1945)
- Gau Mittelfranken (Gau Mittelfranken stało się częścią Franken w 1929):
  - Wilhelm Grimm (1928)
- Gau Moselland → Gau Koblenz-Trier
- Gau München-Oberbayern (Gau München-Oberbayern zostało założone w 1933, kiedy połączono okręgi Oberbayern i Gross-München):
  - Fritz Reinhardt (1928–1931; tylko Oberbayern)
  - Adolf Wagner (1933–1944)
  - Paul Giesler (1944–1945)
- Gau Niederbayern (Gau Niederbayern stało się częścią Bayerische Ostmark w 1933):
  - Fritz Reinhardt (październik 1928–1930)
  - Otto Ebersdobler (1930–1932)
- Gau Niederbayern–Oberpfalz (Gau Niederbayern-Oberpfalz zostało podzielone na Niederbayern i Oberpfalz w 1929):
  - Gregor Strasser (1925–1929)
- Gau Niederdonau:
  - Hugo Jury (1939–1945)
- Gau Niederschlesien:
  - Karl Hanke (1940–1945)
- Gau Oberdonau:
  - August Eigruber (1939–1945)
- Gau Oberfranken [Gau Oberfranken stało się częścią Bayerische Ostmark w 1933]:
  - Hans Schemm (1928–1933)
- Gau Oberpfalz (Gau Oberpfalz stało się częścią Bayerische Ostmark w 1933):
  - Franz Maierhofer (1929–1932)
- Gau Oberschlesien:
  - Fritz Bracht (1940–1945)
- Gau Osthannover:
  - Otto Telschow (1925–1945)
- Gau Ostmark:
  - Wilhelm Kube (1928–1933)
- Gau Ostpreußen:
  - Bruno Gustav Scherwitz (1925–1927)
  - Erich Koch (1928–1945)
- Gau Pfalz–Saar (Gau Pfalz-Saar zostało założone w 1935, kiedy połączono Saarland i Rheinpfalz. Następnie przemianowano na Saarpfalz w 1937, a w 1942 na Westmark):
  - Josef Bürckel (1935–1944)
  - Willi Stöhr (1944–1945)
- Gau Pommern:
  - Theodor Vahlen (1925–1927)
  - Walter von Corswant (1928–1931)
  - Wilhelm Karpenstein (1931–1934)
  - Franz Schwede-Coburg (1935–1945)
- Gau Rheinland-Nord (Gau Rheinland-Nord stało się częścią Ruhr w 1926):
  - Karl Kaufmann (1925–1926)
- Gau Rheinland-Süd (Gau Rheinland-Süd zostało podzielone na Köln-Aachen i Koblenz-Trier w 1931):
  - Heinz Haake (1925)
  - Robert Ley (1925–1931)
- Gau Rheinpfalz (Gau Rheinpfalz stało się częścią Pfalz-Saar w 1935):
  - Josef Bürckel (1926–1935)
- Gau Ruhr (Gau Ruhr zostało podzielone na Westfalen-Nord i Westfalen-Süd w 1932):
  - Karl Kaufmann (1926–1929)
  - Josef Wagner (1929–1931)
- Gau Saarland (Gau Saarland stało się częścią Pfalz-Saar w 1935):
  - Josef Bürckel (1933–1935)
- Gau Sachsen:
  - Martin Mutschmann (1925–1945), od 1933 także komisarz Rzeszy na Saksonię
- Gau Salzburg:
  - Friedrich Rainer (1938–1941)
  - Gustav Adolf Scheel (1941–1945)
- Gau Schlesien (Gau Schlesien zostało podzielone na Niederschlesien & Oberschlesien w 1940):
  - Helmut Bruckner (1925–12 grudnia 1934)
  - Josef Wagner (12 grudnia 1934–1940)
- Gau Schleswig-Holstein:
  - Hinrich Lohse (1925–1945)
- Gau Schwaben:
  - Karl Wahl (1928–1945)
- Gau Stadel (Bayern):
  - Hans-Arnold Stadler (1944–1945) (→ Towarzystwo Thule)
- Gau Steiermark:
  - Siegfried Uiberreither (1939–1945)
- Gau Sudetenland (utworzone po zajęciu Czechosłowacji; Sudetenland znane również jako Sudetengau; nazwane na cześć łańcucha górskiego Sudety):
  - Konrad Henlein (1939–1945)
- Gau Südhannover-Braunschweig (Gau Südhannover-Braunschweig zostało założone w 1928, kiedy połączono Hannover-Nord i Hannover-Süd):
  - Bernhard Rust (1928–1940)
  - Hartmann Lauterbacher (1940–1945)
- Gau Thüringen:
  - Artur Dinter (1925–1927)
  - Fritz Sauckel (1927–1945)
- Gau Tirol:
  - Franz Hofer (1932–1933)
- Gau Tirol-Vorarlberg:
  - Franz Hofer (1938–1945)
- Gau Unterfranken (Unterfranken znane również jako Gau Mainfranken przed 1935):
  - Otto Hellmuth (1928–1945)
- Gau Wallonien:
  - Léon Degrelle (grudzień 1944 – kwiecień 1945)
- Gau Wartheland (Wartheland, do 1940 Warthegau; nazwane od rzeki Warta):
  - Arthur Greiser (1939–1945)
- Gau Weser-Ems:
  - Karl Rover (1929–1942)
  - Paul Wegener (1942–1945)
- Gau Westfalen (Gau Westfalen stało się częścią Ruhr w 1926):
  - Franz Pfeffer von Salomon (1925–1926)
- Gau Westfalen-Nord:
  - Alfred Meyer (1932–1945)
- Gau Westfalen-Süd:
  - Josef Wagner (1932–1941)
  - Paul Giesler (1941–1943)
  - Albert Hoffmann (19 czerwca 1943 – maj 1945)
- Gau Wien:
  - Odilo Globocnik (1938–1939)
  - Josef Bürckel (1939–1940)
  - Baldur von Schirach (sierpień 1940 – maj 1945)

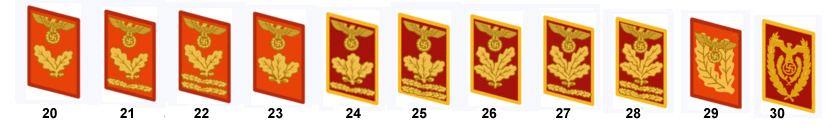
20: Bereichsleiter, 21: Oberbereichsleiter, 22: Hauptbereichsleiter, 23: Dienstleiter, 24: Oberdienstleiter, 25: Hauptdienstleiter, 26: Befehlsleiter, 27: Oberbefehlsleiter, 28: Hauptbefehlsleiter, 29: Gauleiter, 30: Reichsleiter.

- Gau Württemberg-Hohenzollern:
  - Eugen Munder (1925–1928)
  - Wilhelm Murr (1928–1945)